# Liechtensteins riksvapen
Liechtensteins riksvapen består av en vapensköld som är omgiven av en vapenmantel. Upptill är det försett med en krona. Vapenskölden är indelad i 6 olika delar med hjärtskölden inräknad. De symbolisear olika delar i Europa som har haft betydelse i Liechtensteins historia. De representerar områden i Europa där Liechtenstein blivit inblandat antingen genom erövringar eller äktenskap inom storfurstehuset. Hjärtskölden representerar själva Liechtenstein. Örnen representerar Schlesien och det är Schlesiens örn som är avbildad. Till höger upptil är en symbol för Kuenringer. Den nedre vänstra delen representerar Opava.